# 2013년 미국 법무부의 기자 수사
2013년 미국의 에릭 홀더 법무장관(attorney general, 미국은 검찰총장이 법무장관이다)는 폭스 뉴스의 제임스 로젠 기자를 1917년 간첩법 위반한 공범 혐의로 수사했다. 스티븐 김 사건이라고도 부른다. 로젠 기자는 기소되지 않았다.

## 연표
- 2009년 3월: 미국 국무부 핵전문가 스티븐 김이 국무부 공보담당을 통해 폭스뉴스의 제임스 로젠 기자를 만났다.
- 2009년 5월: 북한이 2차 핵실험을 하였다.
- 2009년 6월 10일: 폭스뉴스는 유엔 대북제재 결의안이 통과되면 북한이 추가 핵실험으로 대응할 것이라는 보도를 하였다. 기밀정보였다. 수사 초기에, 스티븐 김은 만난 사실을 부인했다. 한국에서는 무죄이지만, 미국에서 수사관에게 거짓말을 하면 사법방해죄가 된다. 수사관에게 거짓말을 했다는 죄목으로도 기소되었다.
- 2010년 3월 29일: FBI가 수색영장 없이 스티븐 김의 자택을 수색했다.
- 2010년 8월 19일: 대배심은 2가지 죄목으로 스티븐 김을 미국 워싱턴DC 연방지방법원에 기소했다.[1][2]
  - 18USC(미국법전 제18편 형법 및 형사소송법) 793조 d항: 군사정보 수집 및 누설 (1917년 간첩법)
  - 18USC(미국법전 제18편 형법 및 형사소송법) 1001조 a항 1호: 수사관에 대한 거짓말
- 2013년 5월 23일: NBC뉴스는 2010년 에릭 홀더 법무장관이 폭스뉴스의 제임스 로젠 기자의 구글 이메일에 대한 수색영장을 승인했다고 보도했다.[3] 원래 수색영장은 법원의 명령으로 발급하는 것이지만, 미국은 특별법으로 법무장관이 발급할 수 있는 경우가 있다. 예를 들면, 해외정보감시법(FISA)에서는 법원 명령 없이 법무장관 명령으로 1년간 압수수색을 할 수 있다.
- 2013년 5월 26일: 미국 공화당 린지 그레이엄(사우스캐롤라이나) 상원의원은 폭스뉴스의 '선데이' 방송에 출연해, 법무부의 '언론인 사찰' 의혹과 관련해 이를 조사할 특별검사(특검)나 독립 조사 기구가 필요하다고 지적했다.[4]
- 2013년 6월 4일: 워싱턴DC 연방지방법원에서, 무차별적 언론 사찰 보도 이후 처음으로 심리가 열렸다. 콜린 코랄-코틀리 판사는 스티븐 김의 변호사인 애비 로웰 변호사가 연방검찰이 부당하게 압수한 증거들을 제대로 열람도 못하게 한다면서 재판부의 조치를 촉구하자 '보여줄 수 있는 것은 보여주라'는 취지의 주문을 검찰에 내렸다. 기소된 지 3년 만에 열람이 허가되었다.

## 같이 보기
- NSA의 영장 없는 감시 논란
- 스티븐 진우 김